# 브렌트 에버렛
브렌트 에버렛(Brent Everett, 1984년 2월 10일 ~ )는 캐나다의 게이 포르노 배우이자 감독이다. 그는 미국의 다양한 포르노 필름 업체에 등장하였다.
그의 2003년 초반 첫 작품 이래로, 에버렛은 14개의 업체를 넘나들며 작품을 남겼다.

## 일반
본명 "Dustin Germaine". 그의 초기작에서 에버렛은 업체들에 의해 트윙크로 분류되었다. 최근에 그는 근육이 너무 붙어서 그 말에 걸맞지 않게 되었다. 그는 몇 가지 돋보이는 문신을 자기 팔에 가지고 있다. 그의 오른쪽 팔에는 한자가 적혀져 있는 두루마리가 새겨져 있는데, 내용은 “Dustin”의 한자식 표기인 “da si ding, 达斯汀”이다. 그는 또 왼쪽 팔뚝 아래에 두 줄의 문신이 있다.
에버렛은 콘돔없이 다양한 스튜디오의 작품에 출연하였는데(18세 때의 그의 첫 작품인 <<Barebacking Across America for Tipo Sesso>>를 비롯하여), 이들 대부분은 그의 남자친구인 체이즈 매킨지와 함께 한 것이다. 그와 그는 포르노 커리어를 함께 시작하였다. 매킨지는 에버렛이 표지 모델을 할 많은 작품에 함께 출연했다. 대부분의 장면에서 에버렛은 탑과 바텀을 동시에 한다.
다른 배우들과 달리, 에버렛은 어떠한 메이저 포르노 스튜디오와도 전속 계약을 맺지 않았다. 이것은 그가 한 메이저 포르노 회사에서 다른 메이저 회사로 옮겨가는 것을 가능하게 해주었다. 그는 <<Freshmen>>지의 2003년 9월 판의 표지 모델이 되었으며, 그는 <<Playguy>>지의 모델로도 자주 등장했다.
그의 포르노 커리어는 나아가서, 에버렛은 그 자신의 웹사이트를 2004년 말에 열기에 이른다. 그 사이트는 영상 스트림 서비스를 제공하며, 사진 다운로드, 라이브 웹캠 쇼 그리고 그의 사용한 속옷을 파는 온라인 샵을 포함하는 것이었다. 라이브 웹캠 쇼는 그 후에도 재 열람이 가능하다. 게다가 그는 자신이 투자한 회사인 "Triple X Studio"를 열어 그가 출연하고 감독한 영화를 제작하였다.
2006년 8월, “Channel 1 Releasing”은 에버렛이 치치 라 루의 새 영화에 출연할 것임을 알렸다. “Sized Up, Starting Young, and 2nd Inning: Little Big League 2”라는 작품이다. 그는 KSEX 라디오의 2007년 11월 8일자 “Jason Sechrest”와의 인터뷰하였다. 그 인터뷰 내용은 브렌트의 사이트의 뉴스 섹션에서 확인이 가능하다.
2008년 9월 브렌트는 동료 게이 포르노 스타인 "Steve Pena"와 캘리포니아 샌디에이고에서 동년 10월에 결혼할 계획을 세웠다. 두 사람은 2008년 10월 3일에 결혼하였다.
그는 비포르노 텔레비전 시리즈인 “Gay Pornstar"에서 제이크 역으로 캐스팅 되었다. 이 시리즈는 심야 방송으로, 포르노 스타의 일과 삶, 사랑을 그릴 것이다.

## 필모그래피
- Wantin' More (2006) - BrentEverett.com
- Sized Up (2006) Channel 1 releasing - Directed by ChiChi LaRue
- Rascal Superstar Series 'Brent Everett' (2007) Channel 1 releasing - Directed by ChiChi LaRue
- Super Soaked (2005) Falcon Studios - Directed by ChiChi LaRue
- Starting Young 2 (2006) Channel 1 releasing - Directed by ChiChi LaRue
- Wicked (2005) Channel 1 releasing - Directed by ChiChi LaRue
- Lookin for Trouble (2006) Channel 1 releasing - Directed by Doug Jefferies
- Little Big League (2004) Channel 1 releasing - Directed by Doug Jefferies
- Little Big League 2: 2nd Inning (2006) Channel 1 releasing - Directed by Doug Jefferies
- Vancouver Nights (2006) Fierce Dog (non porn role)
- Boyland (2004) All worlds video
- My Overstuffed Jeans (2004) Catalina Video
- Best of Brent Everett
- Cruisemaster's Road Trip 5
- Sex Motel
- Cruising It Studio 2000
- Schoolboy Crush
- Barebacking Across America (2003)
- Gay Pornstars as Jake - Non porn

## 수상
- Winner: Cybersocket Web Award - Best Live XXX Show (2009)
- Nominated: Cybersocket Web Award - Best Pornstar Website (2009)
- Winner: International Pornstar of the Year - Under 27 (2008)
- Voted #1: Top 10 men in porn - JasonCurious.com (2007 & 2008)
- Endorsement deal: Rock Hard Extreme - Herbal aphrodisiac
- Nominated: GAYVN Awards - Best Sex Comedy: Little Big League 2 (2007)
- Endorsement deal: Maxpro Condoms
- Voted #1: Top 5 men in porn - PornConfidential (2007 & 2008)
- Nominated: GAYVN Awards - Best Sex Scene: SuperSoaked (2006)
- Winner: Freshmen Magazine - Freshmen of the Year (2006)